# Wayne Erdman
Wayne John Erdman (ur. 3 lutego 1952 w Kitchener) – kanadyjski judoka. Olimpijczyk z Montrealu 1976, gdzie zajął dziewiętnaste miejsce w wadze półśredniej.
Siódmy na mistrzostwach świata w 1975; uczestnik zawodów w 1971 i 1973. Triumfator igrzysk panamerykańskich w 1975. Mistrz panamerykański w 1974. Pięciokrotny mistrz Kanady w latach 1971-1980.

## Letnie Igrzyska Olimpijskie 1976
| Konkurencja | Eliminacje            | Klas. końcowa |
| Konkurencja | Przeciwnik I          | Miejsce       |
| ----------- | --------------------- | ------------- |
| 70 kg       | Lee Chang-sun (KOR) P | 19.           |